# Pseudocella coeca
Pseudocella coeca är en rundmaskart som först beskrevs av Ssaweljev 1912.  Pseudocella coeca ingår i släktet Pseudocella och familjen Leptosomatidae. Inga underarter finns listade i Catalogue of Life.